# 咸龄
咸龄（？—？），字雲崖，沙濟富察氏，镶黄旗满洲德祥佐領下人，是一名清朝政治人物。

## 生平
由步軍統領衙門筆帖式、员外郎、郎中累官山海關監督、吉林副都統、喀喇沙爾辦事大臣、蘇松太道、浙江寧紹台道等职。
咸龄曾接替宫慕久任苏松道道员一职，1848年由王绍复接任。

## 家庭关联
- 高祖託庸，工部、兵部、刑部、吏部尚书，谥誠慤。
- 曾祖富察善，盛京工部侍郎。
- 祖富倫岱，富察善长子，袭云骑尉。
- 父噶爾崇阿，治仪正，袭云骑尉。
- 兄咸昌，河南参将、副将，袭云骑尉。
- 女富察氏，嘉庆辛未进士、盛京工部侍郎宗室奕澤之子宗室載構嫡妻。[4]
- 姐妹富察氏，嘉庆己卯翻译進士、员外郎，奕泽异母弟，宗室奕泜嫡妻、镶蓝旗宗室奕诚嫡妻。
- 侄女富察氏，伊犁将军勤毅公宗室常淸嫡妻。[5]